# 月蝕歌劇団
月蝕歌劇団（げっしょくかげきだん）は、1985年に高取英により創立、旗揚げ（翌1986年）した日本の劇団である。女性中心のキャストでスーパーアングラにこだわった舞台を上演し続けることから 暗黒の宝塚と称されている。

## 概要
1985年、劇作家の寺山修司の取材、出版スタッフとして創作活動を支えていた高取英が、寺山の勧めもあり劇団を立ち上げる。劇団結成にあたり、吉本新喜劇と宝塚歌劇団のどちらの方向性で行くべきか悩んだ末、宝塚歌劇団の方を選び「月蝕歌劇団」と命名。月蝕という言葉に「儚いロマンティシズム」という意味を込めた。
旗揚げ『女神ワルキューレ海底行』は、写真週刊誌『フォーカス』で取り上げられ、話題となる。また、劇団創立前の高取英の代表作品『聖ミカエラ学園漂流記』は、日本テレビ『11PM』でも放映。1982年初演のこの作品は、その後、アニメ（バンダイ他）小説（電撃文庫）マンガ（藤原カムイ）Vシネマとメディア展開された。Vシネマの主演一ノ瀬めぐみは、月蝕歌劇団の主演女優となる。
高取英の作品の他、寺山修司、澁澤龍彦、埴谷雄高、沼正三、江戸川乱歩などの幻想文学系の作品、竹宮惠子、梶原一騎、新田たつお、つげ義春などのマンガ作品を演劇化している。劇中音楽は演劇実験室◎万有引力のJ・A・シーザー、チラシ、ポスターは主に吉田光彦が担当。他に藤原カムイ、安西水丸、横山宏、小林響、本くに子らが携わっている。
ザムザ阿佐谷、大塚萬スタジオなどで行う本公演と小劇場や喫茶店、バーなどの空間で行う実験室公演が行われる。公演時にはライブも合わせて行われる。実験室公演では『白夜月蝕の少女航海紀』等を何度も再演している。
2006年大阪に再進出する。2007年本多劇場に進出した。
また2007年8月及び2009年8月、紀伊國屋ホールにて『寺山修司-過激なる疾走』を上演した。
1996年、夢野久作・原作『ドグラ・マグラ−海外版−』をロシアで公演（モスクワ、サンクトペテルブルク）、2009年には、スロベニア国際演劇祭に招待され、エヴァルド・フリザール作 高取英 演出『What about Leonardo?』を上演した。
2013年に再びスロベニア国際演劇祭に招かれ、エヴァルド・フリザール 作 高取英 演出『トリスタンとイゾルデ（Tristan und Isolde）』を上演した。
2015年、WOWOWがノンフィクションドキュメンタリーとして『暗黒のアイドル、寺山修司の彼方へ〜「月蝕歌劇団」30年の挑戦〜』を4回放映した。
2017年11月には本公演100本記念となる『ねじ式・紅い花』を千本桜ホールにて上演。つげ義春のマンガ作品「ねじ式」と「紅い花」を融合させた幻惑の世界を展開した。
2018年、高取英の急逝により、白永歩美（高取長女）が二代目代表に就任。
2021年11月の第114回本公演「白夜月蝕の少女航海紀─劇場版─」で一時活動休止、充電期間に入った。

## 主な劇団員
- 白永歩美
- 高田ゆか
- 湖原芽生
- 津田卓也
- しのはら実加
- 一ノ瀬めぐみ
- 野口員代
- 保鳴美凛
- スギウラユカ
- 山本貴子
- 大島朋恵
- 半澤香綾
- 倉敷あみ
- 笹生愛美
- 安東彩
- 門田京三
- 岡崎哲也
- 松宮芙多葉
- 森永理科
- 北村しほ
- 白川沙夜
- 岬花音菜
- 落合美香
- 友利栄太郎

## 主な客演
- 高橋ひとみ
- 田口トモロヲ
- 徳井優
- 若松孝二
- 田中こずえ
- あおい未央（木塚咲）
- 三坂知絵子
- 平良千春（長崎萠）
- 合沢萌
- 紅日毬子
- 天正彩
- 桜川ひめこ
- 美弥乃静
- 有村深羽
- オンディーヌ美帆（Ryu Miho）
- うめ（藤井理代）
- 愛葉るび
- 姫宮みちり
- 日向彩乃（木村綾子）
- 井万里きよあ
- かはらめぐみ
- 藍山みなみ
- 鈴木真理
- 橘ひかる
- 佐倉萌
- 斉藤レイ
- 阿部能丸
- PANTA
- 三上寛
- 大久保鷹
- 牧口元美
- 新大久保鷹
- 國崎馨
- 百津美玲
- 若松真夢
- またか涼
- 竹内緑郎
- あゆみっくわぁるど
- 三上ナミ
- 山崎春美
- 田村信
- 朝山まゆみ
- 中村ナツ子

## 主な作品
- 「寺山修司-過激なる疾走」（作 演出・高取英）
- 「怪盗ルパン・満州奇岩城篇-川島芳子と少年探偵団-」（作 演出・高取英）
- 「〈津山三十人殺し〉幻視行」（作 演出・高取英）
- 「金色夜叉の逆襲」（作 演出・高取英）
- 「邪宗門」（作・寺山修司 構成 演出・高取英）
- 「幻夢ドグラ・マグラ（原題 What about Leonardo?）」（作・Evald Flisar、構成 演出・高取英）
- 「100年気球メトロポリス」（原作・寺山修司、構成 演出・高取英）
- 「ステーシー 少女ゾンビ再殺談」（原作・大槻ケンヂ、脚本 演出・高取英）
- 「ドグラ・マグラ」（原作・夢野久作 脚本 演出・高取英）
- 「ネオ・ファウスト地獄変」（作 演出・高取英）
- 「ピーターパン」（作 演出・高取英）
- 「メトロポリス 遣欧少年使節篇」（作 演出・高取英）
- 「ルパンVS少年探偵 怪魔・二十面相共和国」（作 演出・高取英）
- 「愛と誠」（原作・梶原一騎＋画 ながやす巧、脚本 演出・高取英）
- 「陰陽師 安倍晴明-最終決戦」（作 演出・高取英）
- 「英雄喪失記」（構成 演出・高取英）
- 「英雄伝説 馬賊 矢吹丈」（作 演出・高取英）
- 「黄昏に向けて唾を吐く」
- 「家畜人ヤプー」（原作・沼正三、脚本 演出・高取英）
- 「花と蛇」（原作・団鬼六、脚本 演出・高取英）
- 「月蝕歌劇団☆黙示録」（作 演出・高取英）
- 「月蝕版ベルサイユのばら G線上のアリア－フランス革命異聞」（作 演出・高取英）
- 「高丘親王航海記」（原作・澁澤龍彦、脚本 演出・高取英）
- 「高取版安寿と厨子王 原子心母シジフォス－パンパネラの一族」（作 演出・高取英）
- 「時代はサーカスの象にのって2002」（作・寺山修司、構成 演出・高取英）
- 「疾風（かぜ）のまつりごと」（原作・竹宮惠子、脚本 演出・高取英）
- 「若草物語－マックスウェルの悪魔」（作 演出・高取英）
- 「書を捨てよ町へ出よう」（作・寺山修司、構成 演出・高取英）
- 「女神ワルキューレ海底行」（作 演出・高取英）
- 「少女革命ウテナ 魔界転生黙示録」（原作・ビーパパス、脚本 演出・高取英）
- 「少年極光（オーロラ）都市」（作 演出・高取英）
- 「新宿異人娼館」（構成 演出・高取英）
- 「新撰組 in 1944－ナチス少年合唱団－」（作 演出・高取英）[11]
- 「人力飛行機ソロモンー劇場版ー」（作・寺山修司、構成 演出・高取英）
- 「人力飛行機ソロモン青森篇」（作・寺山修司、構成 演出・高取英）
- 「水晶の魔 マリン・ブルー」（作 演出・高取英）
- 「聖ミカエラ学園漂流記」（作 演出・高取英）
- 「続聖ミカエラ学園漂流記－少年十字軍・夕笛作戦」（作 演出・高取英）
- 「聖ミカエラ学園漂流記Ⅲ 義経・ジンギス汗篇」（作 演出・高取英）
- 「静かなるドン」（原作・新田たつお、脚本 演出・高取英）
- 「静かなるドン魔界・天翔篇」（原作・新田たつお、脚本 演出・高取英）
- 「中国の不思議な役人」（作・寺山修司、構成 演出・高取英）
- 「帝国月光写真館」（作 演出・高取英）
- 「帝国人形病院」（作 演出・高取英）
- 「酉の市見世物小屋」（構成・高取英）
- 「南総里見八犬伝」（作 演出・高取英）
- 「白夜月蝕の少女航海紀」（作 演出・高取英）
- 「標的者」（作・埴谷雄高、脚本 演出・高取英）
- 「不思議の國のアリス」（作 演出・高取英）
- 「平成エレジー」（作・高田健一、構成 演出・高取英）
- 「魔女が翔ぶ日」（構成・高取英）
- 「魔弾の射手 パルテノジェネーズ」（作 演出・高取英）
- 「盲人書簡・上海篇」（作・寺山修司、構成 演出・高取英）
- 「翼なき人力飛行機」（作 演出・高取英）
- 「龍馬は戦場へ行った」（作 演出・高取英）
- 「オズの魔法使い・月蝕版 -少女と魔女-」（ライマン・フランク・ボーム原作より、作 演出・高取英）
- 「カリガリ博士 -葛飾北斎とその娘・お栄篇-」（ハンス・ヤノヴィッツ、カール・マイヤー原作より、作 演出・高取英）
- 「田園に死す」（作・寺山修司、構成 演出・高取英）
- 「ねじ式・紅い花」（原作・つげ義春、脚本 演出・高取英）